# Uncești (okręg Neamț)
Uncești – wieś w Rumunii, w okręgu Neamț, w gminie Secuieni. W 2011 roku liczyła 143 mieszkańców.